# Кучеровский, Николай Михайлович
Никола́й Миха́йлович Кучеро́вский (декабрь 1922, Клинцы, Брянская губерния — 20 января 1974, Калуга) — советский литературовед, педагог, организатор науки. Участник Второй мировой войны. Специалист по творчеству Ивана Бунина, русской литературе XIX века. Заведующий кафедрой литературы Калужского государственного педагогического института (1955—1974). Доктор филологических наук (1972), профессор.

## Биография
Родился в городе Клинцы Брянской губернии в декабре 1922 года. В 1939 году окончил в Клинцах среднюю школу и в том же году поступил на филологический факультет Московского государственного педагогического института имени А. С. Бубнова.
В феврале 1943 года, после окончания с отличием института, во время давно идущей Второй мировой войны был призван на фронт из Ойрот-Турского района Ойротской автономной области. Был командиром сапёрного взвода, затем помощником начальника штаба инженерных войск 2-й ударной армии. Награждён боевыми орденами и медалями.
После увольнения в запас в 1946 году поступил в аспирантуру Московского государственного педагогического института имени В. И. Ленина и окончил её в 1950 году. В марте 1951 года защитил кандидатскую диссертацию «Социально-психологическая драма И. С. Тургенева».
С апреля 1947-го по февраль 1951 года работал лектором Московского городского и областного лекционного бюро, почти ежедневно выступая с лекциями и беседами по русской литературе на предприятиях Москвы и Московской области.
В начале марта 1951 года был направлен Министерством просвещения РСФСР в Калужский государственный педагогический институт, в котором работал до конца жизни. Последовательно занимал должности старшего преподавателя, доцента, заведующего кафедрой литературы (с 1955), профессора. Читал лекции по введению в литературоведение, по теории литературы, по русской литературе первой половины XIX века; вёл спецкурсы и семинары.
1 января 1956 года приказом Министерства просвещения РСФСР был командирован на преподавательскую работу в Берлинскую, затем в Чехословацкую высшие педагогические школы. В 1960 году возвратился в Калужский педагогический институт и постепенно сформировал костяк возглавляемой им кафедры литературы. Был членом учёной комиссии по литературе Министерства просвещения РСФСР.
Основным научным интересом Кучеровского в последний период его жизни была проза Ивана Бунина до 1917 года. В 1972 году он защитил в МГПИ имени В. И. Ленина диссертацию на соискание учёной степени доктора филологических наук на тему «Эстетическая концепция жизни в прозе И. А. Бунина». В этот же период подготовил монографию «И. Бунин и его проза», изданную после его смерти, в 1980 году коллегами по кафедре и учениками. Эта книга востребована буниноведами до сегодняшнего дня.
Был инициатором нескольких межвузовских научных конференций «Проблемы историко-литературного процесса в русской литературе конца XIX — начала XX века», по материалам которых было издано семь научных сборников под общим названием «Русская литература XX века (дооктябрьский период)». Под редакцией Кучеровского и при его авторском участии в Калуге и Туле вышло 10 томов «Учёных записок» и сборников литературоведческих работ.
По воспоминаниям современников, был блестящим лектором. В оценках людей и явлений отличался взвешенностью суждений и отсутствием категоричности.
Был страстным театралом, не пропустившим во время жизни в Калуге ни одного спектакля Калужского областного драматического театра. На спектакли этого театра публиковал в областной газете «Знамя» рецензии, имевшие большое влияние на актёров и зрителей.
Увлекался рыбалкой и грибами. На рыбалку и за грибами ездил на собственном автомобиле «Победа».
Умер от сердечного приступа 20 января 1974 года в двадцати метрах от своего дома, возвращаясь с воскресной лыжной прогулки. Похоронен на Пятницком кладбище Калуги. На надгробном памятнике в качестве эпитафии выбиты две строчки Ивана Бунина: «Умру. Но всё ж останусь в этом мире / Как часть его великой вечной жизни».

## Награды
- Орден Красной Звезды (1945)[1][2]
- Медаль «За освобождение Варшавы»[1]